# Camí de Can Sants (Castellcir)
El Camí de Can Sants és una pista forestal del terme municipal de Castellcir, a la comarca del Moianès.

El Camí de Can Sants, respecte del terme de Castellcir

El camí arrenca de la cruïlla de l'Avinguda de Sant Quirze amb l'últim carrer pel costat de migdia que surt cap a llevant. D'aquest lloc baixa cap al sud-est, fent moltes giragonses molt tancades (un d'ells és el Revolt Ample), fins que arriba a Can Sants en uns dos quilòmetres i mig. Com en el cas de la major part de camins, l'etimologia és clarament descriptiu. En aquest cas, el camí mena a la masia de Can Sants des del poble de Castellcir.